# Pont de Ferro (Riga)
El Pont de Ferro (en letó: Dzelzs tilts) va ser el primer pont ferroviari de més 600 braces de longitud (al voltant d'un quilòmetre), que creuava el riu Daugava a Riga, capital de Letònia. Va ser erigit entre 1871 i 1872 per a la línia de ferrocarril Riga - Jelgava.

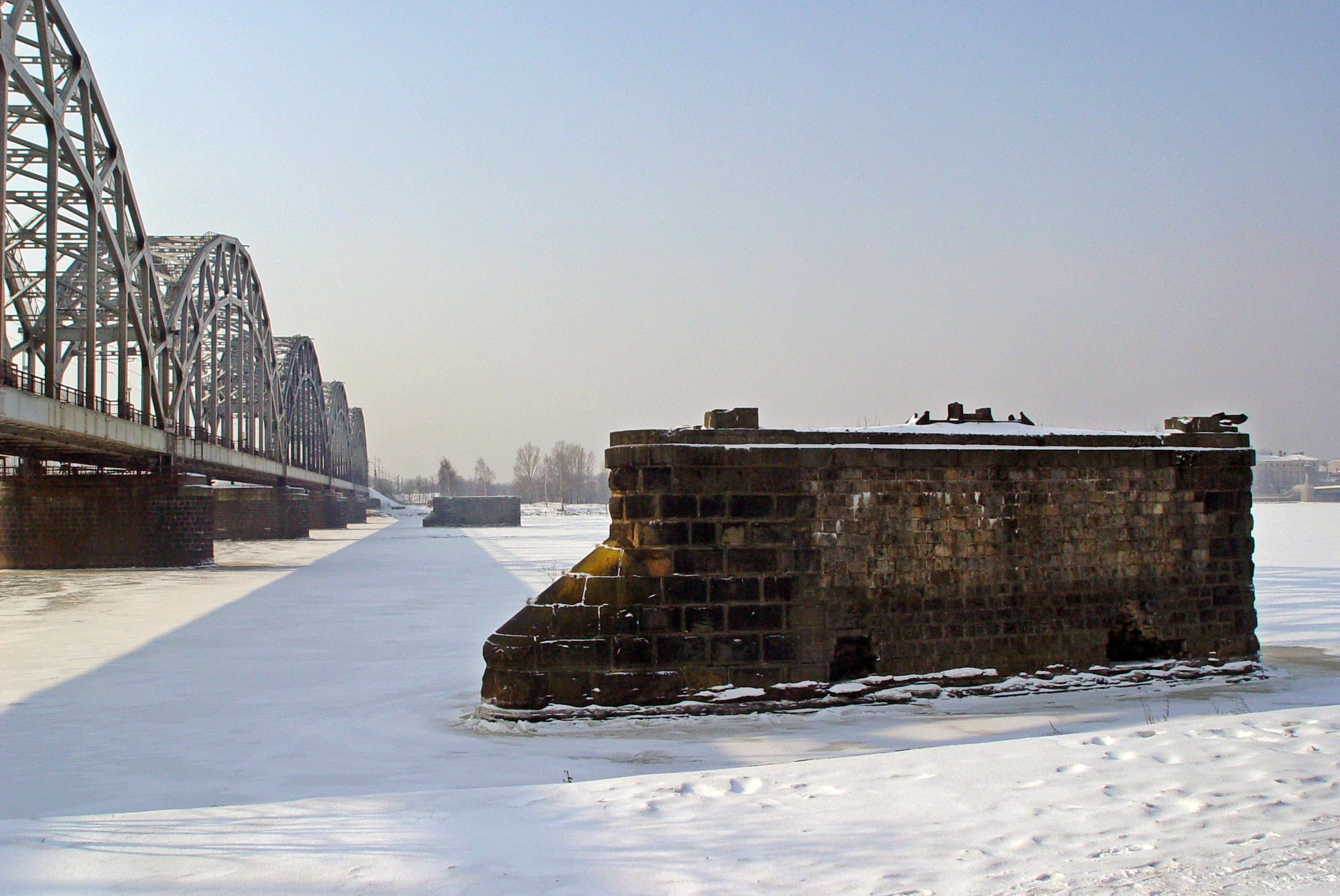
Pilars de l'antic Pont de Ferro

El pont constava d'una armadura de metall que se sostenia sobre 8 pilars dins el riu i 3 pilars més a la riba. L'amplada del pont era de 32 peus (uns 10 metres) i el va costar 1,8 milions de rubles. Va ser bombardejat dues vegades, durant la Primera Guerra Mundial i la Segona Guerra Mundial, però no va ser reconstruït i actualment només se'n conserven els pilars al costat del pont utilitzat per travessar el riu. El nou pont ferroviari de Riga va ser inaugurat l'any 2014.